# Aeroport de Niça-Costa Blava
L'Aeroport de Niça-Costa Blava (codi IATA: NCE, codi OACI: LFMN) (en francès: Aéroport Nice Côte d'Azur) és un aeroport localitzat a 5,9 km al sud-oest de Niça, dins el departament francès dels Alps Marítims. L'aeroport està situat a 7 km a l'oest del centre de la ciutat i és la principal entrada per als passatgers que van a la zona turística de la Costa Blava. A causa de la seva proximitat amb el Principat de Mònaco, també serveix com aeroport d'aquesta ciutat estat. La seva infraestructura consta de dos terminals de passatgers i una altra destinada al transport aeri de mercaderies. L'any 2010, va gestionar 9.603.014 passatgers convertint-se en el tercer aeroport més transitat de França, per darrere dels aeroports de París-Charles de Gaulle i París-Orly.

## Aerolínies i destinacions
| Companyia                                        | Destinacions | Terminal |
| ------------------------------------------------ | --- | -------- |
| Aer Lingus                                       | Dublín de temporada: Cork | 1        |
| Aeroflot                                         | Moscou-Xeremètievo | 2        |
| Air Algérie                                      | Alger, Constantina | 2        |
| Air France                                       | Lió, París-Charles de Gaulle, París-Orly, Tunis | 2        |
| Air France operat per Air Corsica                | Ajaccio, Bastia, Calvi, Figari, Toulouse | 2        |
| Air France operated by Brit Air                  | Bordeus, Brest, Caen, Clermont-Ferrand, Llemotges, Rennes, Estrasburg | 2        |
| Air France operat per HOP!                       | Biarritz, Clermont-Ferrand, Lilla, Lió, Metz/Nancy, Nantes, Estrasburg | 2        |
| Air Transat                                      | de temporada: Montréal-Trudeau | 1        |
| airBaltic                                        | Riga | 1        |
| Alitalia                                         | Roma-Fiumicino | 2        |
| Austrian Airlines operat per Tyrolean Airways    | Viena | 1        |
| Blu-express                                      | Roma-Fiumicino | 1        |
| Blue Air                                         | Bucarest-Baneasa | 1        |
| bmibaby                                          | de temporada: Birmingham, East Midlands | 1        |
| British Airways                                  | Londres-Heathrow | 1        |
| British Airways operat per BA CityFlyer          | Londres-City | 1        |
| Brussels Airlines                                | Brussel·les | 1        |
| Cimber Sterling                                  | Billund, Copenhagen | -        |
| City Airline                                     | Gothenburg-Landvetter | 1        |
| Delta Air Lines                                  | Nova York-JFK | 2        |
| EasyJet                                          | Belfast-International, Berlín-Schönefeld, Bristol, Brussel·les, Edimburg, Liverpool, Londres-Gatwick, Londres-Luton, Londres-Stansted, Lió, Newcastle upon Tyne, París-Charles de Gaulle, París-Orly, Roma-Fiumicino | 2        |
| EasyJet operat per EasyJet Switzerland           | Basilea/Mulhouse, Ginebra | 2        |
| Emirates                                         | Dubai | 1        |
| Flybe                                            | de temporada: Jersey, Southampton | 1        |
| Finnair                                          | Hèlsinki | 1        |
| Germanwings                                      | Colònia/Bonn | 1        |
| Heli Air Monaco                                  | Mònaco | 2        |
| Iberia operat per Air Nostrum                    | Barcelona, Madrid | 1        |
| InterSky                                         | Friedrichshafen | 1        |
| Israir Airlines                                  | de temporada: Tel-Aviv | 1        |
| Jet2.com                                         | Glasgow-International, Leeds/Bradford, Manchester | 1        |
| KLM operat per KLM Cityhopper                    | Amsterdam | 2        |
| LOT Polish Airlines                              | Varsòvia | 1        |
| Lufthansa                                        | Frankfurt | 1        |
| Lufthansa Regional operat per Augsburg Airways   | Múnic | 1        |
| Lufthansa Regional operat per Eurowings          | Düsseldorf de temporada: Hamburg | 1        |
| Lufthansa Regional operat per Lufthansa CityLine | Múnic de temporada: Hamburg | 1        |
| Luxair                                           | Luxemburg, Saarbrücken | 1        |
| Middle East Airlines                             | de temporada: Beirut | 2        |
| Norwegian Air Shuttle                            | Bergen, Copenhagen, Gothenburg-Landvetter, Hèlsinki, Oslo-Gardermoen, Stavanger, Estocolm-Arlanda, Trondheim | 1        |
| Qatar Airways                                    | Doha | 1        |
| Rossiya                                          | Sant Petersburg | 1        |
| Royal Air Maroc                                  | Casablanca, Marràqueix | 2        |
| Ryanair                                          | de temporada: Dublín | 1        |
| SAS Scandinavian Airlines                        | Copenhaguen de temporada: Oslo-Gardermoen, Bergen, Estocolm-Arlanda | 1        |
| Smart Wings                                      | Praga | 1        |
| Swiss International Air Lines                    | Zuric, Basilea/Mulhouse | 1        |
| Swiss operat per Swiss European Air Lines        | Zuric | 1        |
| TACV                                             | Praia | 1        |
| TAP Portugal                                     | Lisboa | 1        |
| TAROM                                            | Bucarest-Henri Coandă | 2        |
| Transavia.com                                    | Amsterdam, Rotterdam, Eindhoven | 1        |
| Tunisair                                         | Djerba, Monastir, Tunis | 2        |
| Turkish Airlines                                 | Istanbul-Atatürk | 1        |
| Ukraine International Airlines                   | Kiev-Boryspil | 1        |
| Vueling                                          | Toulouse | -        |
| Welcome Air                                      | Innsbruck, Olbia | 1        |